# Навчальна аудиторія

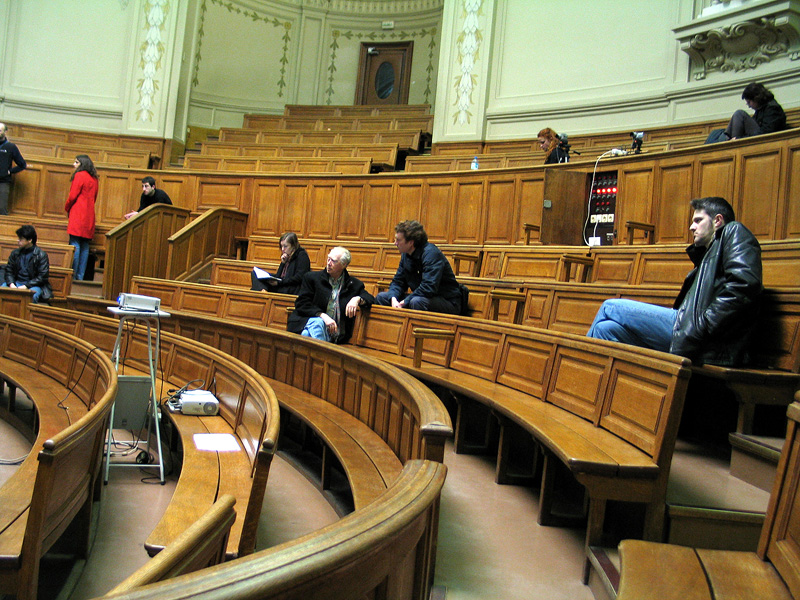
Аудиторія Сорбонни, Париж, Франція

Аудиторія, також авдито́рія (лат. auditorium, від лат. auditor — «слухач») — приміщення, у якому відбуваються лекції, семінари, доповіді, проводяться збори тощо.